# Брадзот овець
Брадзо́т ове́ць (англ. bradsot) — гостра інфекційна хвороба; спричинюється особливими ґрунтовими мікробами, які, потрапляючи в сичуг і кишечник, можуть там бурхливо розвиватися, отруюючи тварин своїми токсинами.
Вівці найбільше хворіють восени і взимку внаслідок поїдання замерзлої трави або вкритого інеєм корму і простуди після стриження.
Протікає хвороба блискавично. Характерним для брадзоту овець є приступи сильних судом, коліків, скреготання зубами, витікання з рота пінистої рідини. Трупи швидко здуваються і розкладаються. Найсприйнятливіші до брадзоту овець вгодовані тварини. Крім брадзоту овець, розрізняють ще брадзотоподібні хвороби: інфекційну ентеротоксемію молодих овець та ягнят і дизентерію новонароджених ягнят. Смертність в обох випадках висока (до 50% і більше).
Профілактика: запобіжні щеплення овець перед вигоном на пасовище проти брадзоту та ентеротоксемії і вакцинація ягнят та кітних маток проти дизентерії. Використовувати в їжу м'ясо овець, хворих на брадзот і брадзотоподібні захворювання, забороняється.